# Julieta Toledo
Julieta Isabel Toledo (24 mei 1997) is een Mexicaans schermster die actief is in de sabel-categorie. 

## Biografie
In februari 2012 behaalde ze op amper 14-jarige leeftijd voor het eerst een positie op de wereldranglijst bij de senioren na deelname aan de Grand Prix van Orléans. Haar grootste individuele succes behaalde ze op 5 april 2014 toen ze de finale van het wereldkampioenschap voor cadetten verloor tegen de Russische Alina Moseyko. Met het Mexicaanse team behaalde ze de gouden medaille op de Centraal-Amerikaanse en Caraïbische Spelen van 2014.

## Palmares
- Centraal-Amerikaanse en Caraïbische Spelen
  - 2014:  - sabel team

- Pan-Amerikaanse kampioenschappen schermen
  - 2013, 2014, 2015:  - sabel team

## Wereldranglijst
Sabel
| Jaar   | 2012 | 2013 | 2014 | 2015 |
| ------ | ---- | ---- | ---- | ---- |
| Plaats | 98   | 96   | 59   | 82   |